# Christlich-Nationale Bauern- und Landvolkpartei

Logo der Partei

Die Christlich-Nationale Bauern- und Landvolkpartei (CNBL), auch Landvolk, war eine deutsche Splitterpartei der Weimarer Republik, die in der instabilen Phase zwischen 1928 und 1932 zu einiger Bedeutung gelangte und zeitweise an der Reichsregierung beteiligt war. Sie zählte zu den Bauernparteien.

## Geschichte
Die CNBL entstand 1928 als eine von mehreren Abspaltungen der DNVP im Gefolge der Landvolk-in-Not-Bewegung. Sie vereinigte in ihren Reihen sowohl auf CNBL-Listen 1928 gewählte als auch später aus der DNVP ausgeschiedene, gemäßigte Politiker dieser Partei, die aus Opposition gegen Alfred Hugenberg die Partei verlassen hatten. Im Dezember 1929 bildeten die neun bisher fraktionslosen Abgeordneten der CNBL gemeinsam mit zwölf Abgeordneten, die aus der DNVP-Fraktion ausgetreten waren, im Reichstag die Fraktion Christlich-Nationale Arbeitsgemeinschaft. Die Mitglieder der Partei fühlten sich weder von der DNVP-Führung unter Hugenberg noch von den ostelbischen Großagrariern vertreten.
Programmatisch war das Landvolk eine Interessenpartei der protestantischen Landbevölkerung. Im Gegensatz zur DNVP repräsentierte die CNBL eher die kleinen und mittleren Bauern und erhielt während der reichsweiten Bauernkrise und der Bauernaufstände in Schleswig-Holstein 1930 den größten Wählerzuspruch. Der relative, aber einmalige Wahlerfolg 1930 war eindeutig auch auf die Abspaltungen von der DNVP zurückzuführen. 1928 hatte die CNBL mit knapp 600.000 Wählern neun Mandate im Reichstag errungen. 1930, inzwischen umbenannt in „Deutsches Landvolk“ (wobei der alte Parteiname meist in Klammern hinzugefügt wurde) und bereichert um einige ehemalige Anhänger der DNVP, wuchs ihre Stimmenzahl auf 1,1 Millionen (= 3,2 %) an, mit denen sie 19 Reichstagsabgeordnete stellen konnte. Regional erzielte sie dabei beachtliche Ergebnisse, so konnte sie in ländlich-protestantischen Gebieten Ober- und Mittelfrankens die radikalisierte DNVP kurzzeitig beerben und wurde in elf Landkreisen (damals Bezirksämtern), davon zehn in Franken, stärkste Partei. Sie verlor 1932 aber fast alle Wähler an die NSDAP.
Mit Martin Schiele (1930–1932 Reichsernährungsminister) und – im zweiten Kabinett Brünings – Hans Schlange-Schöningen (1931–1932 Reichsminister ohne Geschäftsbereich und Reichskommissar für die Osthilfe) stellte die Partei, deren 19 Abgeordnete in den prekären Mehrheitsverhältnissen des Reichstags zunächst eine wesentliche Rolle spielten, in den Präsidialkabinetten Heinrich Brünings einen über ihre quantitative Vertretung hinausgehenden Anteil.
Im Juli 1932, als das Landvolk mit ca. 91.000 Stimmen nur noch 0,2 % der abgegebenen gültigen Stimmen auf sich vereinigte, was einen Verlust von ca. 90 % der Wählerschaft bedeutete, stellte die Partei noch einen Reichstagsabgeordneten. In den Wahlen vom November 1932 halbierte sich die Stimmenzahl nochmals: Gut 46.000 Stimmen (= 0,1 %) reichten nicht mehr für ein Mandat. Bei der Reichstagswahl 1933 kandidierte die Partei nicht mehr.
Parteivorsitzende waren Erwin Baum (1928–1930), Ernst Höfer (1930–1931) und Wolfgang von Hauenschild-Tscheidt (1931–1933).

## Bezug zu anderen Parteien
Die Christlich-Nationale Bauern- und Landvolkpartei ging, wie die Konservative Volkspartei (KVP) und der Christlich-Soziale Volksdienst, im Wesentlichen aus Abspaltungen von der DNVP 1929/30 hervor. Mit der KVP verband sich die Landvolkpartei bei der Reichstagswahl 1930 in einigen Wahlkreisen durch eine Listenverbindung. 
Der Bayerische Bauernbund sprach zwar dieselbe Klientel an, war aber seit Jahrzehnten in den katholischen Gebieten Altbayerns und Schwabens fest verwurzelt, während die Landvolkpartei in den protestantischen fränkischen Gebieten Bayerns zeitweise stark war, so dass die beiden Parteien faktisch nicht miteinander konkurrierten, sondern im Gegenteil bei einigen Reichstagswahlen sogar Listenverbindungen eingingen.

## Nach 1945
Einige ihrer Protagonisten, darunter Schlange-Schöningen, engagierten sich nach 1945 in der CDU. Neugründungen einer Landvolkpartei blieben bei Wahlen (1950 in Hessen sowie  1955 in Rheinland-Pfalz) erfolglos.